# Вулиця Ряшівська
Вулиця Ряшівська — вулиця у Залізничному районі міста Львова, в місцевості Сигнівка. Пролягає від вулиці Городоцької до вулиці Любінської. Вулиця починається сквером, а закінчується за перехрестям з вулицею Патона. 
Прилучаються вулиці Сигнівка, Каховська. В планах ЛМР є продовження вулиці Ряшівської від перехрестя з вулицею Патона через вул. Любінську до кільця на вул. Кульпарківській.

## Назва
- до 1957 року — Магістральна.
- до 1974 року — Прапорна.
- до 1991 року — Жешувська, на честь міста Ряшева (так офіційно називали місто — на польський кшталт).
- від 1991 року — Ряшівська, на честь міста Ряшева (традиційна українська назва міста).

## Історія

### Продовження вулиці
Ще за часів підготовки Львова до Євро-2012 міська рада запропонувала збудувати продовження вулиці Ряшівської до вулиці Наукової, що зробило б її однією з основних магістралей міста. Загальна довжина ділянки, яку планували добудувати — 3,5 кілометри. У разі реалізації цього проекту вона перетинатиме вулицю Любінську, перетне західну межу Скнилівського парку, також матиме перехрестя з вулицями Щирецькою та Скнилівською, а закінчиться перехрестям з Кульпарківською — Науковою. Передбачено, що проектована ділянка матиме чотири смуги для руху автомобілів. Також тут передбачено автобусне та тролейбусне сполучення. Будівництво вулиці Ряшівської зупинили через борги держави перед фірмою «Онур». 20 грудня 2018 року, львівська мерія підтримала петицію про добудову вулиці Ряшівської. Коригування проєкту будівництва має відбутися у 2020 році, а саме будівництво — у 2021 році.

### Будівництво
У рамках продовження вулиці Ряшівської передбачено було спорудити декілька важливих інфраструктурних об'єктів, передусім поблизу проєктованого перехрестя з вулицями Науковою — Кульпарківською у 2014 році було заплановано здати в експлуатацію криту баскетбольну арену, яка прийматиме ігри чемпіонату Європи з баскетболу у 2015 році. Поруч з нею передбачено будівництво ІТ-парку та декількох житлових комплексів.
Станом на червень 2018 року будівництво баскетбольної арени заморожене. Майбутнє «продовження» вул. Ряшівської (ділянка між вулицями Любінською та Кульпарківською) поросло вже бур'яном

## Забудова
На вулиці Ряшівській переважає багатоповерхова житлова забудова 1970—1980-х років.
№ 2 — будівля колишнього палацу культури ВО «ЛОРТА» (за радянських часів — Будинок культури і техніки ВО імені В. І. Леніна), котрий з часу побудови був у власності ВО «ЛОРТА» та тривалий час відігравав одну з ключових ролей у сфері культурного життя міста Львова. До 2006 року в приміщенні палацу проводили репетиції численні гуртки та студії, проводилися вечори пам'яті, конкурси, концерти, виставки, в тому числі міжнародні. Нині будівля потребує капітального ремонту, а також планується передача будинку культури «ЛОРТА» у комунальну власність міста Львова.
№ 4 — комплекс будівель ремонтно-експлуатаційної бази служби каналізацій ЛМКП «Львівводоканал».
№ 5 — житловий п'ятиповерховий житловий будинок. У переобладнаному підвальному приміщенні будинку міститься ветеринарна клініка «VetLife».
№ 9 — житловий дев'ятиповерховий будинок. В окремій прибудові до будинку, що має ту саму адресу до 1991 року містився ресторан «Вісла» на два зали, пізніше — кафе-гріль «Вісла». На XIV-й сесії Львівської міської Ради народних депутатів було прийнято ухвалу № 39 від 9 квітня 1993 року був затверджений перелік підприємств громадського харчування, які не підлягають приватизації 1993 року, куди увійшла й «Вісла». У другій половині 1990-х років працював лише один зал колишнього ресторану, а в другому — працював магазин «Продукти». На 4-й сесії Львівської міської Ради другого скликання було прийнято ухвалу № 116 від 27 квітня 1995 року був затверджений програму приватизації об'єктів комунальної власності м. Львова на 1995 рік, куди увійшло й приміщення «Вісли». Приміщення тривалий час стояло пусткою, доки його не придбало АТ «Кредит Банк (Україна)». Після реконструкції приміщення там відкрилося відділення цього банку. 1 березня 2006 року банк офіційно змінив назву на ПАТ «Кредобанк». Нині тут міститься відділення № 3 у м. Львові центральної філії ПАТ «Кредобанк».
№ 13 — житловий дев'ятиповерховий будинок. У 2024 році в приміщенні колишнього кафе-бару відкрилося відділення № 25 ТОВ «Нова пошта».
№ 15 — житловий дев'ятиповерховий будинок. На початку 2010-х років підприємцями викуплено приміщення колишнього продуктового магазину, де після ремонту відкрився магазин шкіряного взуття, сумок, аксесуарів «Stefano collection».
№ 25 — двоповерхова будівля, де за радянських часів містився державний комунальний дошкільний навчальний заклад освіти комбінованого типу № 139, що належав ВО «ЛОРТА». За рішенням виконкому Залізничної районної ради народних депутатів м. Львова № 323 від 15 грудня 1992 року «Про передачу ДНЗ № 161, 83, 139 ВО «ЛОРТА» на баланс Залізничного райвно» дошкільний навчальний заклад передано на баланс Залізничного райвно. Нині — львівський дошкільний навчальний заклад № 139 «Перлинка» Львівської міської ради Львівської області.
№ 27, 27а — житловий багатоквартирний будинок під № 27, збудований у 1970—1980-х роках як гуртожиток ВО «Львівхімсільгоспмаш». 2013 року демонтована стара прибудова до колишнього гуртожитку, натомість, на її місці 2014 року збудований житловий п'ятиповерховий будинок, що має № 27а. На першому поверсі новобудови нині міститься салон краси «Grange Style».
Поблизу перехрестя вул. Патона та вул. Ряшівської розташована СТО «Мобільний шиномонтаж», що має адресу вул. Патона-Ряшівська, 4. Поряд з шиномонтажем розташована автозаправна станція № 69 мережі АЗС «ОККО», що має адресу: вул. Ряшівська, 6.

## Транспорт
Вулиця Ряшівська має добре транспортне сполучення з іншими районами Львова. У 1971 році тролейбусний маршрут № 10 сполучив вулицю з центром міста. У 1972 році було змінено тролейбусний маршрут № 3, який сполучив вулицю Прапорну (сучасна Ряшівська) з тролейбусним депо. 1974 року тролейбусний маршрут № 3 продовжили до площі Кропивницького та на вулицю Стрийську, однак вже 1977 року на вулиці Ряшівській з'явилася кінцева зупинка тролейбусного маршруту № 3.
9 липня 2018 року призупинив свою роботу тролейбусний маршрут № 10.
Від 1 липня 2019 року змінилася нумерація тролейбусних маршрутів у Львові. Згідно цих змін, колишній тролейбусний маршрут № 3 став № 23. З 10 червня 2020 року було відновлено тролейбусний маршрут № 30, який до липня 2019 року був № 10.
Також вулиця Ряшівська має чимало автобусних маршрутів, відповідно до нової транспортної схеми, яка була запроваджена у Львові у 2012 році тут проходять маршрутні таксі № 14, 21, 27 та приміські автобусні маршрути № 138, 287, які сполучають села Скнилів, Зимна Вода, Лапаївка та селище Рудне зі Львовом.